# Клімат Мальти
| Кліматограма Мальти                                                                     | Кліматограма Мальти | Кліматограма Мальти | Кліматограма Мальти | Кліматограма Мальти | Кліматограма Мальти | Кліматограма Мальти | Кліматограма Мальти | Кліматограма Мальти | Кліматограма Мальти | Кліматограма Мальти | Кліматограма Мальти |
| --------------------------------------------------------------------------------------- | ------------------- | ------------------- | ------------------- | ------------------- | ------------------- | ------------------- | ------------------- | ------------------- | ------------------- | ------------------- | ------------------- |
| С                                                                                       | Л                   | Б                   | К                   | Т                   | Ч                   | Л                   | С                   | В                   | Ж                   | Л                   | Г                   |
| 99 16 10                                                                                | 60 16 9             | 44 17 11            | 21 20 12            | 16 24 16            | 4.6 29 19           | 0.3 32 22           | 13 32 23            | 59 29 21            | 83 25 18            | 92 21 15            | 109 17 12           |
| Середня макс. і мін. температури повітря (°C) Атмосферні опади (мм), за рік : 600,2 мм. |                     |                     |                     |                     |                     |                     |                     |                     |                     |                     |                     |

Мальта має середземноморський клімат відповідно до кліматичної класифікації Кеппена (Csa) з дуже м'якою зимою та спекотним літом. Дощі трапляються переважно взимку, а літо звичайно сухе. Мальта знаходиться в субтропічному поясі на 35 ° пн.

## Температура
Середньорічна температура становить близько 23 °C (73 °F) протягом дня та 16 °C (61 °F) вночі (одна з найтепліших середніх температур в Європі). У найтепліший місяць - серпень - максимальна температура коливається від 28 до 34 °C (82 до 93 °F) протягом дня і мінімальний від 20 до 24 °C (68 до 75 °F) вночі. У найхолодніший місяць - січень - типова максимальна температура коливається від 12 до 20 °C (54 до 68 °F) протягом дня і мінімальний від 6 до 12 °C (43 до 54 °F) вночі.
Квітень починається з температури від 17—22 °C (63—72 °F) протягом дня та 10—14 °C (50—57 °F) вночі. У листопаді температура становить 17—23 °C (63—73 °F) вдень та 11—18 °C (52—64 °F) вночі. Навіть у зимові місяці року (грудень, січень, лютий) температури часом досягають 20 °C (68 °F), березень перехідний, з більш високими температурами, щоденні максимуми часто перевищують 20 °C (68 °F) .З середнім показником 19,3 °C (67 °F), на Мальті є найтепліша середня температура в Європі. На Мальті великі коливання температури рідкісні. Мальта — одне з небагатьох місць у Європі із зоною міцності USDA 11а, тобто середня абсолютна мінімальна температура, що реєструється щороку, становить від 4,4 до 7,2 °C (39,9 до 45,0 °F) .

## Денне світло
Мальта користується одним з найбільш оптимальних режимів денного світла в Європі. Дні взимку не такі короткі, як у північній частині континенту, середні години світлового дня в грудні, січні та лютому становлять 10,3 години Найкоротший день у році — 21 грудня — схід сонця становить близько 7:00, а захід — близько 17:00. Найдовший день року — 21 червня — схід сонця становить близько 5:30, а захід — близько 20:30.
| Години        | Січня | Лют  | Бер  | Квіт | Може | Черв | Лип  | Серп | Вересня | Жовт | Листопад | Грудня |
| ------------- | ----- | ---- | ---- | ---- | ---- | ---- | ---- | ---- | ------- | ---- | -------- | ------ |
| День          | 10    | 10.8 | 11.9 | 13   | 14   | 14.5 | 14.3 | 13.5 | 12.3    | 11.2 | 10.2     | 9.8    |
| Сутінки / Ніч | 14    | 13.2 | 12.1 | 11   | 10   | 9.5  | 9.7  | 10.5 | 11.7    | 12.8 | 13.8     | 14.2   |

## Сонячне світло
На Мальті близько 3000 сонячних годин на рік, в середньому понад 5 годин сонячного світла на день у грудні до в середньому понад 12 годин сонячного світла на день у липні. Це вдвічі більше, ніж у містах північної половини Європи.  Проте взимку на Мальті значно більше сонячного світла. Для порівняння, Лондон має в грудні 37 сонячних годин, а Мальта - 161.

## Температура моря
Середньорічна температура моря 20 °C (68 °F) (найвища річна температура моря в Європі), з 15—16 °C (59—61 °F) у період з січня по квітень по 26 °C (79 °F) у серпні. За 6 місяців з червня по листопад середня температура моря перевищує 20 °C (68 °F) . У травні та грудні — перехідних місяцях — середнє значення становить близько 18 °C (64 °F) .
У другій половині квітня середня температура моря становить 17 °C (63 °F) . Найвища температура моря 27 °C (81 °F) у середині-3-му тижні серпня. В кінці серпня і на початку вересня температура опускається до 26 °C (79 °F), а у другій половині вересня вона опускається до 25 °C (77 °F) . У середині жовтня вона падає до 24 °C (75 °F), а протягом останнього тижня жовтня вона опускається до 23 °C (73 °F) . На початку листопада температура опускається до 22 °C (72 °F) (дані 2010 р.).
| Січня             | Лют               | Бер               | Квіт              | Може              | Черв              | Лип               | Серп              | Вересня           | Жовт              | Листопад          | Грудня            | Рік           |
| ----------------- | ----------------- | ----------------- | ----------------- | ----------------- | ----------------- | ----------------- | ----------------- | ----------------- | ----------------- | ----------------- | ----------------- | ------------- |
| 15,4 °C (59,7 °F) | 14,9 °C (58,8 °F) | 15,0 °C (59,0 °F) | 15,9 °C (60,6 °F) | 17,5 °C (63,5 °F) | 21,1 °C (70,0 °F) | 24,1 °C (75,4 °F) | 25,8 °C (78,4 °F) | 25,2 °C (77,4 °F) | 23,2 °C (73,8 °F) | 20,6 °C (69,1 °F) | 17,4 °C (63,3 °F) | 20 °C (68 °F) |

| Січня             | Лют               | Бер               | Квіт              | Може              | Черв              | Лип               | Серп              | Вересня           | Жовт              | Листопад          | Грудня            | Рік           |
| ----------------- | ----------------- | ----------------- | ----------------- | ----------------- | ----------------- | ----------------- | ----------------- | ----------------- | ----------------- | ----------------- | ----------------- | ------------- |
| 16,1 °C (61,0 °F) | 15,4 °C (59,7 °F) | 15,4 °C (59,7 °F) | 16,3 °C (61,3 °F) | 18,7 °C (65,7 °F) | 22,6 °C (72,7 °F) | 25,5 °C (77,9 °F) | 26,1 °C (79,0 °F) | 25,5 °C (77,9 °F) | 23,4 °C (74,1 °F) | 21,2 °C (70,2 °F) | 18,1 °C (64,6 °F) | 20 °C (68 °F) |

| Січня         | Лют           | Бер           | Квіт          | Може          | Черв          | Лип           | Серп          | Вересня       | Жовт          | Листопад      | Грудня        | Рік           |
| ------------- | ------------- | ------------- | ------------- | ------------- | ------------- | ------------- | ------------- | ------------- | ------------- | ------------- | ------------- | ------------- |
| 16 °C (61 °F) | 16 °C (61 °F) | 16 °C (61 °F) | 16 °C (61 °F) | 18 °C (64 °F) | 21 °C (70 °F) | 24 °C (75 °F) | 26 °C (79 °F) | 25 °C (77 °F) | 23 °C (73 °F) | 21 °C (70 °F) | 18 °C (64 °F) | 20 °C (68 °F) |

## Опади
Постачання води створює проблему на Мальті, оскільки літо без дощів, а зимові опади часто випадають, коли сильні зливи стікають до моря, а не занурюються в землю. Мальта залежить від підземних запасів прісної води. У галереях пористих вапняків Мальти свіжа вода лежить у лінзі на розсолі. Більше половини питної води Мальти виробляється шляхом опріснення, що створює додаткові проблеми щодо використання та викопного палива
На Мальті в середньому 90 днів опадів на рік, і спостерігається від декількох до десятка дощових днів на місяць (≥ 1 мм), коливаючись від 0,5 дня в липні до приблизно 15 у грудні. Середньорічна кількість опадів становить близько 600 мм

## Вологість
Середньорічна відносна вологість повітря висока, у середньому 76 %, коливаючись від 69 % у липні (вранці: 78 % ввечері: 53 %) до 79 % у грудні (вранці: 83 % ввечері: 73 %).